# Hakens fyr
Hakens fyr ligger på ön Vens ostligaste udde, inom naturreservatet Backafall. Den första fyren på denna plats byggdes 1890, och var ett åttakantigt vitt torn av trä. Den revs år 1939. Den nuvarande fyren, som är byggd i betong, härstammar från 1939. Den elektrifierades år 1940, och automatiserades år 1961. Samma år avbemannades den. 
Det har funnits flera typer av mistlurar vid fyren. Hakens fyr utrustades som första fyr i världen år 1923 med en tyfon. Den ersattes år 1940 med en nautofon.
Fyrvaktarbostaden ägs numera av en privatperson.